# Кућибрег
Кућибрег (итал. Cucibreg) је насељено место у Републици Хрватској у Истарској жупанији. Административно је у саставу Града Буја.

## Становништво
Према задњем попису становништва из 2001. године у насељу Кућибрег живело је 27 становника који су живели у 15 породичних домаћинстава.
Кретање броја становника по пописима 1857—2001.
| година пописа  | 1857. | 1869. | 1880. | 1890. | 1900. | 1910. | 1921. | 1931. | 1948. | 1953. | 1961. | 1971. | 1981. | 1991. | 2001. |
| бр. становника | 173   | 186   | 194   | 200   | 211   | 251   | 245   | 240   | 235   | 108   | 84    | 56    | 34    | 21    | 27    |

Напомена:За 1857, 1869, 1921. и 1931. подаци су процењени јер је ово насеље у наведеним годинама било исказано у нсеље Тополовац у Републици Словенији.